# Amfiteatar u Saloni
Amfiteatar u Saloni, spomenik antičkog graditeljstva na tlu Hrvatske čiji su ostatci otkriveni 1846. godine na prostoru nekadašnjeg antičkog grada Salone. Znanstveno istraživanje amfiteatra proveli su arheolozi don Frane Bulić (1846. – 1934.) i osobito Ejnar Dyggve (1887. – 1961.).

## Opis građevine
Salonitanski amfiteatar smješten je u sjeverozapadnom kutu antičke Salone. Nakon izgradnje zidina uklopljen je u sustav obrane grada, jer se svojom sjevernom i zapadnom stranom naslanjao na gradski fortifikacijski sustav.
Građevina je elipsoidnog oblika, dimenzija 125x100 metara, a sama arena u kojoj su se održavale borbe gladijatora, 65x40 metara. Vanjski plašt amfiteatra nosili su masivni piloni ukrašeni polustupovima na kojima počiva trabeacija katova. S južne strane imao je tri kata, a sa sjeverne samo jedan, jer je gledalište naslonjeno na obranak brežuljka.
Gledalište je moglo primiti oko 17.000-18.000 gledatelja, a bilo je razdijeljeno u tri pojasa, od kojih su donja dva bila predviđena za sjedenje, a treći za stajanje. Komunikacijski prolazi u gledalištu bili su riješeni sustavom radijalnih i koncentričnih prolaza i stepeništa. Najviši je pojas u Dioklecijanovo vrijeme natkriven trijemom. Na južnoj strani gledališta bila je smještena počasna loža za namjesnika provincije, a na sjevernoj strani loža namijenjena gradskim magistratima.
Borci su ulazili u arenu kroz glavne ulaze (porta pompae), na istočnoj i zapadnoj strani. Uz te ulaze nalazili su se i kavezi za zvijeri (carceses). U središtu arene bio je otvor podzemnog hodnika (porta Libitinae) koji je služio za odnošenje ranjenih i mrtvih gladijatora, a izgrađen je krajem 3. stoljeća.
Unutar supstrukcija južnog gledališta nalazile su se dvije nadsvođene prostorije u kojima su gladijatori štovali kult božice osvete i sudbine, Nemeze. U kršćansko doba te su prostorije posvećene u memorijalne kapele salonitanskih mučenika.

## Povijest
Amfiteatar u Saloni izgrađen je u drugoj polovici 2. stoljeća za vladavine cara Marka Aurelija (161. – 180.), uz novčanu pomoć bogatog donatora, kako svjedoči nepotpuno sačuvan kameni natpis koji je nekoć stajao nad sjevernim hodnikom arene. Za vrijeme progona kršćana u doba cara Dioklecijana, u areni salonitanskog amfiteatra ubijeni su u travnju 304. godine svećenik Asterije i četvorica vojnika careve straže: Antiohijana, Gajan, Paulijan i Telij.
U srednjem vijeku i za mletačke uprave Dalmacijom, amfiteatar je služio kao kamenolom, odakle se izvozila kamena građa, zbog čega je postupno propadao. Ostaci amfiteatra stradali su najviše u vrijeme Kandijskog rata, 1647. godine, kada ih je mletački providur Dalmacije Leonardo Foscolo dao porušiti zbog straha da Turcima ne posluže kao uporište.